# 1-й Рыбацкий проезд
1-й Рыба́цкий прое́зд — строящийся[уточнить] проезд в историческом районе Рыбацкое Невского административного района Санкт-Петербурга. Должен проходить от Вагонного до 3-го Рыбацкого проезда. Протяжённость — 680 м.

## История
Название присвоено проезду 23 февраля 1987 года.

## Пересечения

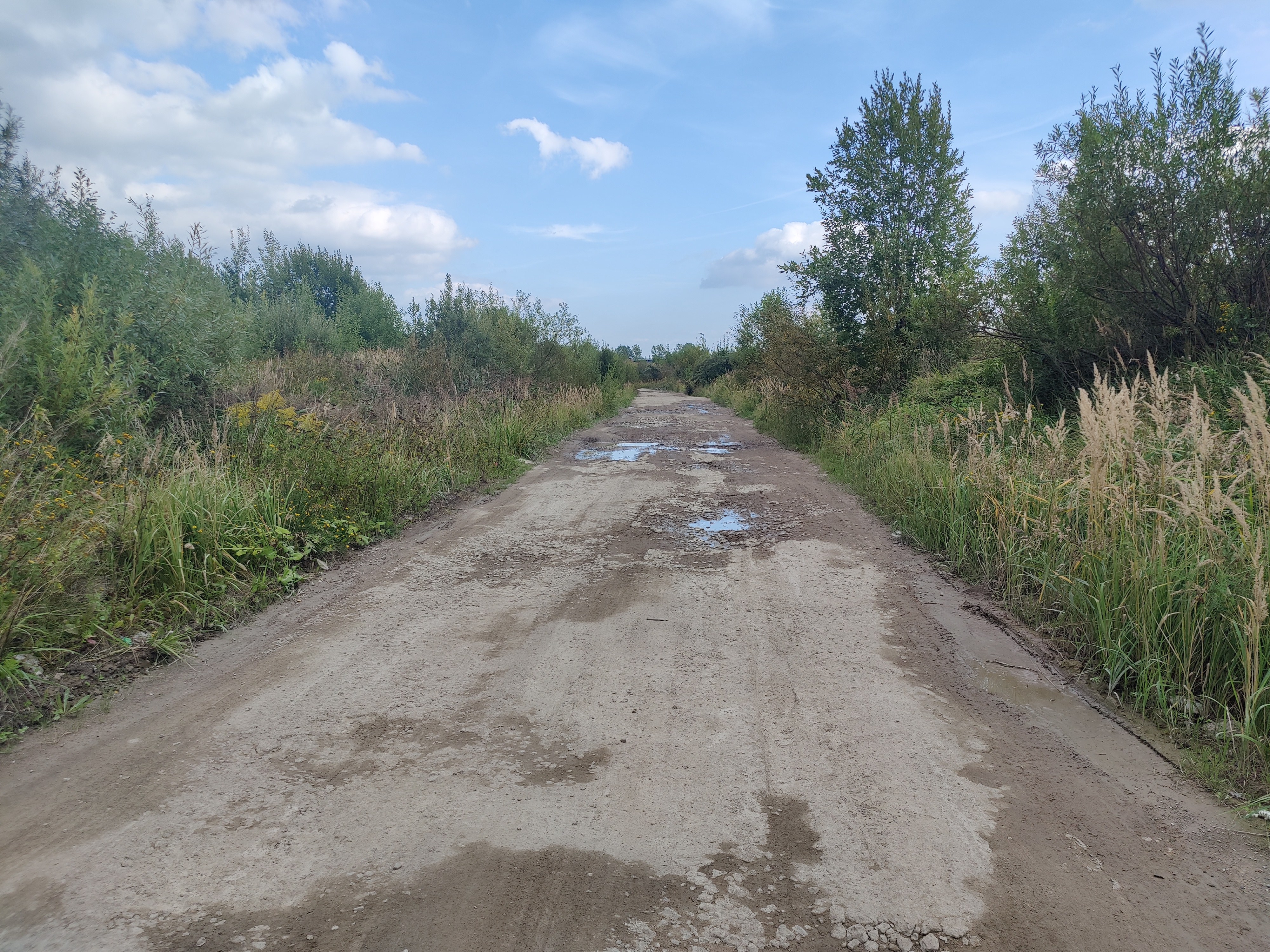
Вид в 2024 году

С юго-запада на северо-восток 1-й Рыбацкий проезд должны пересекать следующие улицы:
- Вагонный проезд;
- 3-й Рыбацкий проезд.

## Транспорт
Ближайшие к 1-му Рыбацкому проезду:
- станция метро: «Рыбацкое» (500 м)
- железнодорожная станция: Рыбацкое (500 м)

## Здания и сооружения
- производственные территории
- складское хозяйство